# Cleo Finch
Cleo Finch è un personaggio della serie televisiva E.R. - Medici in prima linea, interpretato da Michael Michele.

## Storia del personaggio
Nativa di Indianapolis, la dottoressa Finch è figlia di una coppia mista (madre bianca e padre nero) e ha tre fratelli. All'inizio della sesta stagione la troviamo al policlinico come nuova pediatra del pronto soccorso, in sostituzione del dottor Ross. Viene presentata come una persona estremamente salutista, che arriva al lavoro facendo jogging ed è molto attenta all'alimentazione.
Nel corso degli episodi, Cleo intreccia una relazione con Peter Benton, che sta affrontando un momento della sua vita molto difficile: è impegnato infatti in una dura battaglia per la custodia di suo figlio Reese, inizialmente con sua madre Carla e poi, alla morte di questa in un incidente stradale, con suo marito Roger. Inoltre Cleo sospetta che Peter abbia dei problemi con la sua interrazzialità e i due hanno diversi scontri.
Nell'ottava stagione Cleo abbandona il posto al County General per accettarne un altro come primario di pediatria in una clinica privata. Dopo qualche tempo anche Peter la segue, per via degli orari più flessibili che gli consentono di ottenere la custodia esclusiva di Reese. Cleo viene vista per l'ultima volta ai funerali di Mark Greene.
Nella quindicesima stagione, parlando con John Carter, Peter dice che lui e Cleo si sono sposati e stanno crescendo insieme il piccolo Reese.